# Sliwung
Sliwung is een bestuurslaag in het regentschap Situbondo van de provincie Oost-Java, Indonesië. Sliwung telt 1850 inwoners (volkstelling 2010).